# NGC 7263/2
NGC 7263/2 је галаксија у сазвежђу Гуштер која се налази на NGC листи објеката дубоког неба.
Деклинација објекта је + 36° 21' 9" а ректасцензија 22h 21m 46,0s. Привидна величина (магнитуда) објекта NGC 7263 износи 15,0 а фотографска магнитуда 16,0. NGC 72632 је још познат и под ознакама MCG 6-49-4, CGCG 514-12, 4ZW 97.